# Maniola cadusina
Maniola cadusina är en fjärilsart som beskrevs av Otto Staudinger 1881. Maniola cadusina ingår i släktet Maniola och familjen praktfjärilar. Inga underarter finns listade i Catalogue of Life.